# 室田伊緒
室田 伊緒（むろた いお、1989年5月24日 - ）は、日本将棋連盟（関西本部）所属の女流棋士。女流棋士番号は35（2011年3月31日までの旧番号は旧59）。愛知県春日井市出身（富山県砺波市生まれ）。杉本昌隆八段門下。愛知県立春日井南高等学校を経て、愛知淑徳大学を2012年3月に卒業。

## 棋歴

### プロ入りまで
将棋を始めたのは小学校5年生の時で、最初は弟が大会で指しているのを見ているだけだったが、春日井支部長から「お姉ちゃんも一緒に指そうよ」と何度も誘われ、参加賞の鉛筆につられて参加したのがきっかけだった。当時はピアノ、水泳、英会話、書道などを習っていたが、半年後には他の習い事をすべてやめ本格的に将棋を始めた。
2004年には第36回女流アマ名人戦で優勝した。同年の第42期赤旗名人戦にも出場し、男性トップアマを相手に本戦トーナメント入りし、準々決勝で吉田正和に敗れた。同棋戦の女性の本戦入りは大会史上初であった。
2004年度、女流育成会に入会。入会1期目の2004年度後期女流育成会で成績2位で昇級点を獲得。
続く2005年度前期女流育成会においても優勝し、制度上最短となる1年（1期目から連続昇級点獲得）で育成会を抜け、2005年10月1日付で女流2級としてプロ入りした。

### プロ入り後
2005年度、第17期女流王位戦で予選を勝ち抜き、本戦リーグ入りを果たした。これにより、女流2級から女流1級への昇級規定「女流王位戦でリーグ入り」を満たし、プロ入りから半年後の、2006年4月1日付で女流1級に昇級した。
2007年度は年度成績（2007年4月から2008年3月まで）を12勝4敗とし、「女流1級で指し分け以上（7勝以上）」の昇段規定を満たし2008年4月1日付で女流初段に昇段した。
2014年9月10日に、第26期女流王位戦の予選で船戸陽子女流二段に勝利し、「女流初段昇段後60勝」の昇段規定を満たして女流二段に昇段した。
2024年度、第18期マイナビ女子オープンの予備予選を勝ち抜き、同年7月13日に行われた一斉予選の1回戦で頼本奈菜女流初段に勝利し、「女流二段昇段後100勝」の昇段規定を満たして女流三段に昇段した。

## 棋風
得意戦法は四間飛車であり、『将棋世界』2006年8月号から2007年6月号まで、師匠の杉本昌隆七段とともに、「伊緒の振り飛車レッスン」というコーナーを連載していた。

## 人物

### 女流棋士として
2008年4月から9月まで、師匠の杉本昌隆七段が出演したNHK将棋講座『杉本昌隆の振り飛車ナビゲーション』で聞き手を務めた。また、日本将棋連盟では棋士会の副会長を2015年6月4日から2017年5月28日まで務めた。
愛称は「女帝」。糸谷哲郎が言い出したとされる。
杉本門下では藤井聡太の姉弟子であり、以前は藤井を「そうちゃん」と呼んでいたという。
2006年5月14日から2010年5月15日までの4年間、同じ日本将棋連盟関西本部所属の女流棋士である里見香奈・井道千尋とともに「キラリっ娘のそよ風日記」というブログを交代で執筆・公開していた。

### 家族
生年月日が同じ「1989年5月24日」である囲碁棋士の井山裕太と、23歳の誕生日である2012年5月24日に結婚した。その後、2016年1月に離婚したことを公表した。
2022年4月10日、毎日放送（MBS）アナウンサー（当時）の森本尚太と結婚したとツイッターで報告、「4月1日に毎日放送アナウンサーの森本尚太さんと結婚しました」と伝え、純白のウエディングドレス姿で新郎とともに笑顔を浮かべる写真を公開した。

### 地元での活動
春日井市には小学校1年から大学卒業まで住んでおり、「かすがい『人・夢創り』文化スポーツ大使」を2012年4月1日から2015年3月31日まで務めた。また、2016年1月22日より春日井市の広報大使を務めており、2017年（平成29年）には同市の東部市民センターで藤井聡太らと「室田伊緒presentsかすがいキッズ☆将棋フェスタ」を開催した。

## 昇級・昇段履歴
- 2004年10月00日 ： 女流育成会入会
- 2005年10月01日 ： 女流2級 = プロ入り[6][7]
- 2006年04月01日 ： 女流1級（女流王位リーグ入り、女流通算7勝2敗）[9][26]
- 2008年04月01日 ： 女流初段（年度成績指し分け以上／2007年度12勝4敗、女流通算23勝16敗）[11][27]
- 2014年09月10日 ： 女流二段（勝数規定／女流初段昇段後60勝、女流通算83勝）[12]
- 2024年07月13日 ： 女流三段（勝数規定／女流二段昇段後100勝、女流通算183勝190敗）[13][28][29][30]

## 主な成績

### 年度別成績
| 年度               | 対局数 | 勝数 | 負数 | 勝率   | （出典） | 女流通算成績 | 女流通算成績 | 女流通算成績 | 女流通算成績 | 女流通算成績 |
| ------------------ | ------ | ---- | ---- | ------ | -------- | ------------ | ------------ | ------------ | ------------ | ------------ |
| 2005年度           | 9      | 7    | 2    | 0.7777 | [ 26 ]   | 対局数       | 勝数         | 負数         | 勝率         | （出典）     |
| 2006年度           | 14     | 4    | 10   | 0.2857 | [ 31 ]   | 23           | 11           | 12           |              |              |
| 2007年度           | 16     | 12   | 4    | 0.7500 | [ 10 ]   | 39           | 23           | 16           |              |              |
| 2008年度           | 20     | 11   | 9    | 0.5500 | [ 32 ]   | 59           | 34           | 25           |              |              |
| 2009年度           | 22     | 8    | 14   | 0.3636 | [ 33 ]   | 81           | 42           | 39           |              |              |
| 2010年度           | 19     | 9    | 10   | 0.4736 | [ 34 ]   | 100          | 51           | 49           |              |              |
| （小計）           | 100    | 51   | 49   |        |          | 女流通算成績 | 女流通算成績 | 女流通算成績 | 女流通算成績 | 女流通算成績 |
| 年度               | 対局数 | 勝数 | 負数 | 勝率   | （出典） | 対局数       | 勝数         | 負数         | 勝率         | （出典）     |
| 2011年度           | 23     | 10   | 13   | 0.4347 | [ 35 ]   | 123          | 61           | 62           |              |              |
| 2012年度           | 16     | 4    | 12   | 0.2500 | [ 36 ]   | 139          | 65           | 74           |              |              |
| 2013年度           | 16     | 8    | 8    | 0.5000 | [ 37 ]   | 155          | 73           | 82           |              |              |
| 2014年度           | 28     | 14   | 14   | 0.5000 | [ 38 ]   | 183          | 87           | 96           |              |              |
| 2015年度           | 12     | 6    | 6    | 0.5000 | [ 39 ]   | 195          | 93           | 102          |              |              |
| 2016年度           | 18     | 9    | 9    | 0.5000 | [ 40 ]   | 213          | 102          | 111          |              |              |
| 2017年度           | 12     | 5    | 7    | 0.4166 | [ 41 ]   | 225          | 107          | 118          |              |              |
| 2018年度           | 21     | 12   | 9    | 0.5714 | [ 42 ]   | 246          | 119          | 127          |              |              |
| 2019年度           | 20     | 9    | 11   | 0.4500 | [ 43 ]   | 266          | 128          | 138          |              |              |
| 2020年度           | 23     | 12   | 11   | 0.5217 | [ 44 ]   | 289          | 140          | 149          |              |              |
| 2011-2020 （小計） | 189    | 89   | 100  |        |          | 女流通算成績 | 女流通算成績 | 女流通算成績 | 女流通算成績 | 女流通算成績 |
| 年度               | 対局数 | 勝数 | 負数 | 勝率   | （出典） | 対局数       | 勝数         | 負数         | 勝率         | （出典）     |
| 2021年度           | 24     | 12   | 12   | 0.5000 | [ 45 ]   | 313          | 152          | 161          | 0.4856       | [ 46 ]       |
| 2022年度           | 25     | 13   | 12   | 0.5200 | [ 47 ]   | 338          | 165          | 173          | 0.4881       | [ 48 ]       |
| 2023年度           | 26     | 14   | 12   | 0.5384 | [ 49 ]   | 364          | 179          | 185          | 0.4917       | [ 50 ]       |
| 2024年度           | 26     | 13   | 13   | 0.5000 | [ 51 ]   | 390          | 192          | 198          | 0.4923       | [ 52 ]       |
| 2021-2024 （小計） | 101    | 52   | 49   |        |          |              |              |              |              |              |
| 通算               | 390    | 192  | 198  | 0.4923 | [ 52 ]   |              |              |              |              |              |
| 2024年度まで       |        |      |      |        |          |              |              |              |              |              |

### アマチュア当時の戦績
- 2004年（平成16年）[7]
  - 第36期女流アマ名人戦 優勝
  - 第25回中学生選抜女子の部 優勝
  - 第42回赤旗名人戦 ベスト8